# Автоинструктор
Автоинстру́ктор — человек, который обучает управлять автомобилем. Как правило, это водители с большим стажем и прошедшие специализированные курсы. Попасть к автоинструктору можно через автошколу. В автошколе группа учеников обучается у автоинструктора, который закрепляет теоретические знания и обучает практическим навыкам. Если ученика не устраивает качество обучения «автошкольного» автоинструктора, следует обратить внимание на частных автоинструкторов, предварительно убедившись в их компетентности, благо в Интернете сейчас огромное множество объявлений на эту тему.

## Обязанности автоинструктора
В обязанности автоинструктора входит: обучение на площадке, обучение вождению в городе, закрепление теоретических навыков. На специально подготовленной площадке проходят специальные элементы вождения: «змейка», «горка» и другие. Эти упражнения имитируют передвижения по реальным дорогам. Уроки «в городе» это многократное повторение стандартных элементов вождения: парковка, старт с места, движение в потоке, обгон и перестроение из ряда в ряд и другие.

## Актуальность
Автоинструкторы отлично знают психологию новичка за рулем, помогут адаптироваться в потоке машин, научат предугадывать ситуацию на дороге, соблюдать дистанцию, трогаться в горку и много других вещей, которые представляют трудности для новичков.
От него зависит, будет ли будущий водитель уверенно чувствовать себя за рулем. Особенно актуальна проблема качества обучения в крупных мегаполисах, где постоянные пробки, хаотичное движение автотранспорта, а также хамство за рулем требует повышенной концентрации и внимания. Поэтому, ещё долгое время, профессия автоинструктора будет востребована.